# دوري الدرجة الأولى الروماني
دوري الدرجة الأولى الروماني (بالرومانية: Liga I) هي الدرجة الممتازة لكرة القدم في رومانيا، ويشارك في الدوري الممتاز 18 نادي. وتم تأسيسه في عام 1909.